# Autobusna linija br. 201 u Zagrebu
Linija 201 (Kaptol – Kvaternikov trg) dnevna je autobusna linija u Zagrebu.
Prometuje svaki dan na trasi: Kaptol – Zvonarnička ulica – Degenova ulica – Grškovićeva ulica – Bijenička cesta – Srebrnjak – Domjanićeva ulica – Kvaternikov trg
Povezuje Šalatu i Srebrnjak s terminalima Kaptol i Kvaternikov trg.

## Vanjske poveznice
- Vozni red linije 201

1. ↑  Datoteke u GTFS formatu. zet.hr. Pristupljeno 5. lipnja 2025. - Sadrži informacije tijela javne vlasti u skladu s Otvorenom dozvolom